# 2-е Мальцево
2-е Мальцево — деревня в Большесолдатском районе Курской области. Входит в Любимовский сельсовет.

## География
Деревня находится на реке Реут, в 43 километрах к юго-западу от Курска, в 23 километрах к северо-западу от районного центра — села Большое Солдатское, в 2 км от центра сельсовета — Любимовка.
Климат
2-е Мальцево, как и весь район, расположено в поясе умеренно континентального климата с тёплым летом и относительно тёплой зимой (Dfb в классификации Кёппена).

## Население
| 2002 | 2010 |
| ---- | ---- |
| 190  | ↘177 |

## Транспорт
2-е Мальцево находится в 4,5 км от автодороги регионального значения 38К-004 (Дьяконово — Суджа — граница с Украиной), в 1 км от автодороги межмуниципального значения 38Н-086 (38К-004 — Любимовка — Имени Карла Либкнехта), в 16 км от ближайшего ж/д остановочного пункта 428 км (линия Льгов I — Курск).

## Достопримечательности
- Церковь Великомученика Дмитрия Солунского (1864)[8]